# Tommaso Vincenzo Moniglia
Tommaso Vincenzo Moniglia est un théologien italien de l’Ordre des Prêcheurs.

## Biographie
Né à Florence le 18 août 1686, fait ses premières études à Pise, où son oncle, Giovanni Andrea Moniglia, enseigne la médecine. Il revient à Florence après la mort de son protecteur et embrasse la vie religieuse avant de s’être bien assuré de sa vocation. La liberté que lui laissent ses supérieurs de fréquenter les écoles publiques lui donne le moyen de faire connaître ses talents pour la discussion. Henry Newton, ambassadeur d’Angleterre près le grand-duc de Toscane, ayant eu l’occasion d’entendre le jeune religieux, rechercha sa confiance et vint à bout de lui persuader de passer à Londres, où il jouirait d’une considération qu’il ne pouvait pas espérer en Italie. Séduit par les avantages que le ministre lui faisait entrevoir, Moniglia s’échappa de son couvent, et, ayant gagné Livourne, il s’embarqua sur un vaisseau qui allait mettre à la voile pour l’Angleterre. Arrivé à Londres, il visita les bibliothèques, rechercha la société des savants et acquit dans leur commerce des connaissances très-étendues. Cependant les promesses de Newton ne se réalisaient point : toutes les ressources du religieux fugitif étaient épuisées, et il se vit forcé d’accepter l’emploi de précepteur chez un lord auquel il avait inspiré quelque intérêt. Plein d’inquiétude pour l’avenir, il prit le parti de s’adresser au grand-duc, qui, touché de l’état d’abandon où se trouvait un jeune homme intéressant, obtint de l’ordre le pardon de ses erreurs. Il revit l’Italie après trois ans d’absence et fut accueilli de ses anciens confrères avec une bonté qui augmenta le regret qu’il éprouvait de les avoir quittés. Il se dévoua dès lors à la prédication avec un zèle infatigable et qui fut couronné de succès. On le donna quelque temps pour adjoint au P. Tommaso Minorelli, préfet de la Bibliothèque Casanatense ; mais ses supérieurs jugèrent plus utile de tirer parti de son rare talent pour l’enseignement : il professa successivement la théologie à Florence et à Pise et mourut dans cette dernière ville, le 15 février 1767, à 80 ans.

## Œuvres
- De origine sacrarum precum rosarii B. M. Virginis Dissertatio, Rome, 1725, in-8°. C’est la réfutation du sentiment des Bollandistes, qui ne croient point que St-Dominique soit l’auteur de ces prières.
- De annis Christi Salvatoris, et de religione utriusque Philippi Augusti, Dissertationes duæ, ibid., 1741, in-4°. Il y a de l’érudition dans ces dissertations.
- Dissertazione contro i fatalisti, Lucques, 1744, 2 part. in-8° ;
- Diss. contro i materialisti e altri increduli, Padoue , 1750, 2 tomes in-8° ;
- Osservazioni critico-filosofiche contro i materialisti, Lucques, 1760, 2 tomes in-8° ;
- La mente umana, spirito immortale, non materia pensante, Padoue, 1766, 2 tomes in-8°.